# Романов, Роман Романович
Рома́н Рома́нович Рома́нов (26 августа 1866, Крестцы, Новгородской губернии — 21 августа 1920, Ревель, Эстония) — офицер русской императорской армии, полковник, участник Русско-японской, Первой мировой и Гражданской войны (на стороне белых).

## Биография
Родился 26 августа 1866 в городе Крестцы Новгородской губернии. Из православных. Получил домашнее образование. Окончил Санкт-Петербургское пехотное юнкерское училище. Службу начал в 1883 году с подпоручика 87-й пехотного Нейшлотского полка. Участник Русско-японской войны. За отличия в боях у Янтайских копей был награждён орденами: Св. Станислава 2-й ст. с мечами (пожалование утверждено 5 марта 1906 г.), Св. Анны 2-й ст. с мечами (пожалование утверждено 14 ноября 1906), св. Анны 4-й ст. с надписью «За храбрость» (15 августа 1907).
Участник Первой мировой войны. Службу проходил в составе второочередного 267-й пехотного Духовщинского полка. В чине полковника (ст. с 9 августа 1915 г.), командир Духовщинского полка, затем командир 219-го пехотного Котельнического полка. 13 ноября 1916 года был награждён Георгиевским оружием.
После Октябрьской революции служил в белой Северо-Западной армии в составе 17-го Либавского пехотного полка. Умер в Ревеле 21 августа 1920 г.